# Corbières maritimes
Pour les articles homonymes, voir Corbières.
Les  Corbières maritimes  constituent la façade orientale des Corbières. Elles se différencient du reste des Corbières par leur climat et étage de végétation thermoméditerranéens.

## Géographie

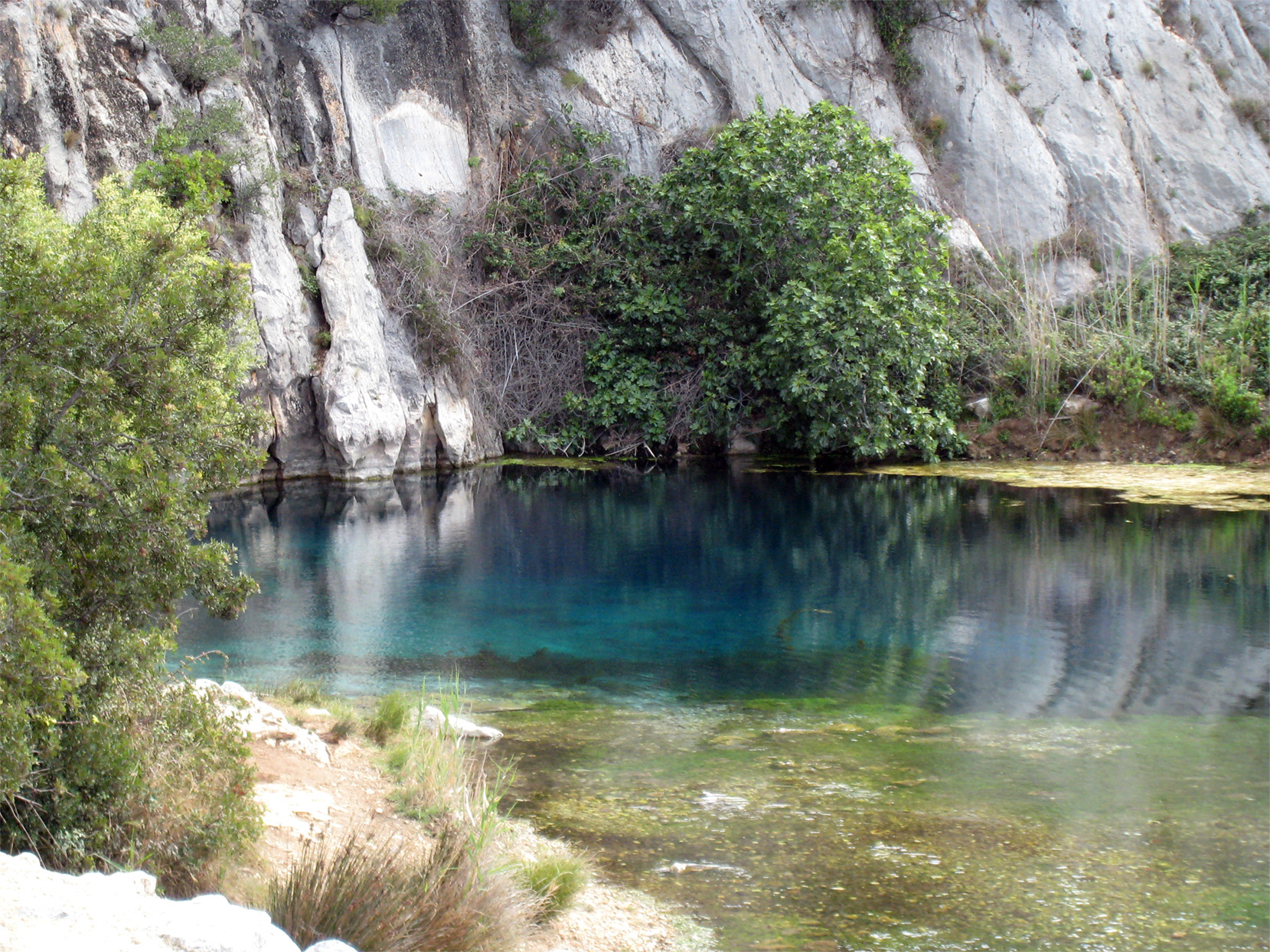
Vasque de l'exsurgence de Font Estramar, commune de Salses-le-Château (Pyrénées-Orientales). L'eau de cette grande fontaine karstique se jette dans le proche étang de Leucate (appelé aussi étang de Salses). La karstification descend sous le niveau marin actuel.

D’après la Nomenclature agronomique et phytogéographique de Henri Gaussen, les Corbières maritimes font partie de la zone de l’oranger de la façade méditerranéenne française. Cette région des Corbières est d’une partie caractérisée par la relative clémence du climat – d’une autre  par les violentes rafales de tramontane. Les Corbières maritimes, surtout les communes de Fitou et de Leucate pour le département de l'Aude et Salses-le-Château pour les Pyrénées-Orientales sont considérées comme une des parties de France les plus venteuses (tramontane). Elles sont maintenant devenue le centre de l’industrie éolienne française (firmes et capitaux danois).
Le cap Leucate forme la pointe orientale des  Corbières maritimes. Il est considéré avec l'île Sainte-Lucie, près de Port-la-Nouvelle (et le cap Romarin), comme l'un des endroits les plus arides de France continentale (moins de 400 mm de précipitations annuelles en moyenne). Les Corbières maritimes coïncident en grande partie avec le terroir viticole de l'AOC Fitou dont le sommet dominant est le mont Tauch qui culmine à 917 mètres. L'extrême sud-est des Corbières maritimes est dénommé Corbières catalanes.

### Géologie
Divisées en deux parties distinctes, les Corbières maritimes partent du niveau de la mer pour remonter vers un massif de montagnes apparu il y a 65 millions d'années durant le Tertiaire lors du rapprochement de la plaque ibérique sur le continent européen. Ces deux zones sont séparées par un plateau calcaire. La partie littorale et les Corbières catalanes sont essentiellement composées des calcaires durs aux sols peu profonds et caillouteux.

### Climatologie
Le climat est de type méditerranéen. Il se caractérise par des hivers doux, des étés secs, une luminosité importante et des vents assez violents. Il compte 300 jours d'ensoleillement par an. La tramontane (Tramuntana) souffle fréquemment (un jour sur quatre, moins depuis quelques années) et amène une certaine fraîcheur en période estivale.
| Mois                              | jan. | fév. | mars | avril | mai  | juin | jui. | août | sep. | oct. | nov. | déc. | année |
| --------------------------------- | ---- | ---- | ---- | ----- | ---- | ---- | ---- | ---- | ---- | ---- | ---- | ---- | ----- |
| Température minimale moyenne (°C) | 4,4  | 5,1  | 7    | 8,9   | 12,4 | 16,1 | 18,8 | 18,8 | 15,6 | 11,9 | 7,6  | 5,3  | 11    |
| Température maximale moyenne (°C) | 12,3 | 13,4 | 15,7 | 17,6  | 21,3 | 25,3 | 28,8 | 28,4 | 25,1 | 20,4 | 15,6 | 13,2 | 19,8  |
| Record de froid (°C)              | −8,2 | −11  | −5,9 | 0,2   | 2,4  | 7,4  | 11,2 | 10,4 | 5    | −1,2 | −5,7 | −6,3 | −11   |
| Record de chaleur (°C)            | 25   | 26,5 | 28   | 32,4  | 34,4 | 36,8 | 40,5 | 38,7 | 36,8 | 34,2 | 28,1 | 26,7 | 40,5  |

## Histoire

### Préhistoire
Entre -10000 et -3000 ans avant notre ère, les vestiges laissés par une communauté implantée sur le site actuel de Port-Leucate sont les témoins de la « révolution néolithique ». Connaissant l'agriculture et pratiquant l'élevage, elle utilisait aussi la poterie. Toute proche, au lieu-dit Pla-de-Fitou, une nécropole de l'âge du bronze a été mise au jour, preuve d'une implantation humaine pérenne sur le rivage méditerranéen.

### Antiquité
Quand au VIIe siècle avant notre ère, les Phocéens fondèrent Massilia, ils prirent rapidement contact avec les populations autochtones des Corbières maritimes. Leucate (du grec leucos : blanc), tire son nom de la couleur de ses falaises. Le troc commercial se fit à la fois par mer et par terre. La première dénomination de la Voie domitienne fut la voie hérakléenne. Ce chemin d'Hercule évitait la lagune et passait par Fitou et Treilles. La culture de la vigne dans la région est contemporaine de cette présence hellénistique.
Face à l'agressivité des tribus celto-ligures, Massilia fit appel à Rome, son alliée. Les légions intervinrent en -125 et en profitèrent pour s’installer à demeure et fonder la Provencia. Fitou (Fitosium, borne romaine de la voie domitienne) en reste le témoin. Puis les Romains fondèrent en -118 une colonie romaine du nom de Colonia Narbo Martius d'après le nom du consul romain Quintus Marcius Rex. Traversée par la via Domitia, qui permettait de relier l'Italie et l'Espagne, elle eut Narbonne comme capitale. La cité le devint ensuite de la Gaule narbonnaise, créée en -27. Elle resta jusqu'à la fin de l'Antiquité romaine l'une des villes les plus importantes de la Gaule.
La Pax romana va régner pendant plusieurs siècles sur les rives de la Méditerranée occidentale qui sont amplement colonisées comme le démontre l'anse du Paurel dénommée Portus Aurelianus, en l'honneur de l'empereur Aurélien. Par contre si la prospérité est évidente dans la partie nord-ouest de la lagune, où le site des Cabanes de Fitou semble avoir été aménagé en port servant à la construction de navires, les rivages de Leucate à Salses sont décrits sans implantation humaine (Ultra est Leucata, littoris nomen et Salsulae fons).